# VID-Universität

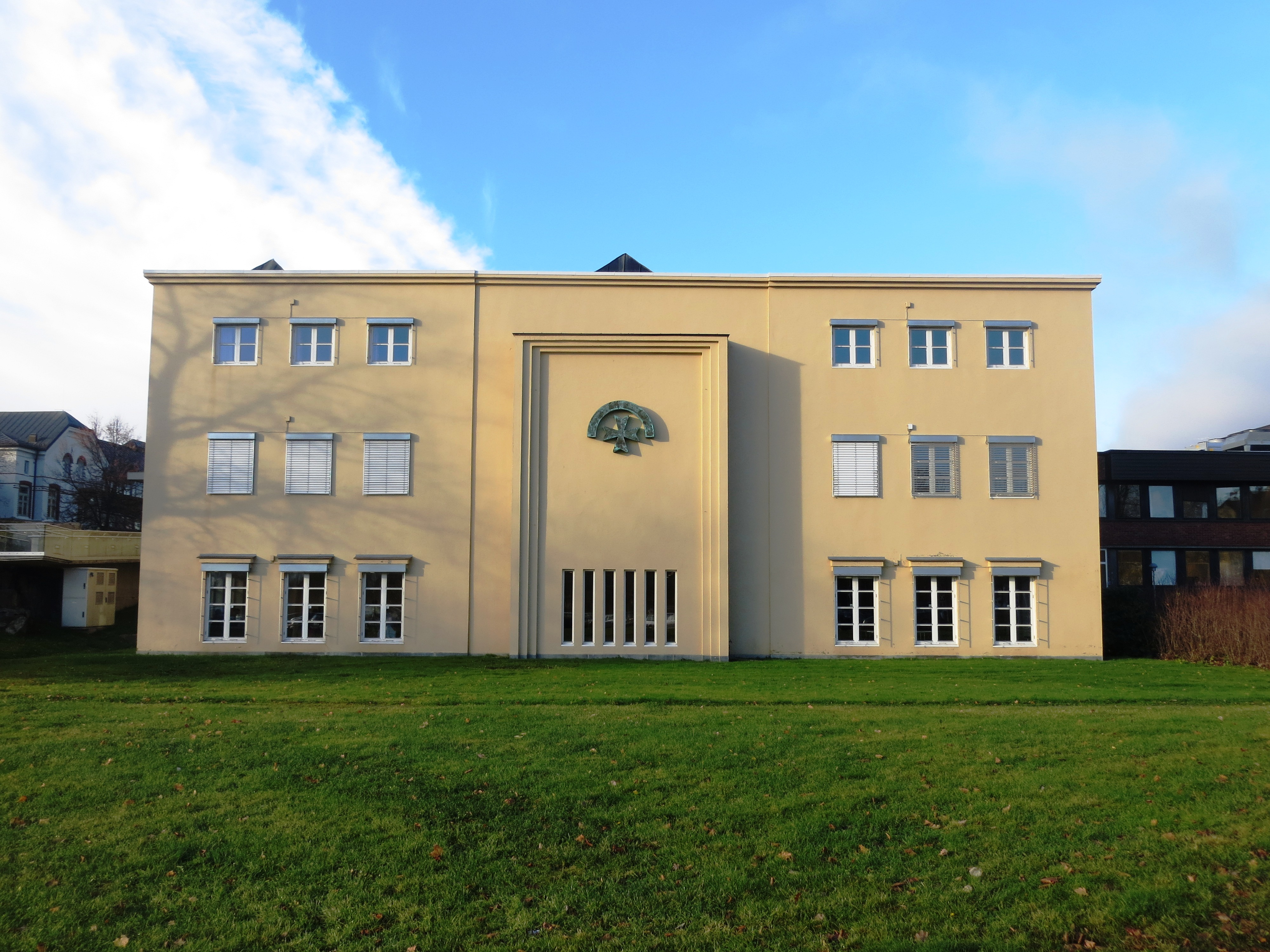
VID-Universität, Studienstandort Diakonhjemmet, Oslo

Die VID-Universität (norwegisch: VID vitenskapelige høgskole; englisch: VID Specialized University) ist eine norwegische Spezialuniversität (vitenskapelig høgskole; wissenschaftliche Hochschule) mit Hauptsitz in Frøen in Oslo und anderen Standorten in Bergen, Stavanger und Tromsø, die Forschung betreibt und Studien auf allen Ebenen bis hin zur Promotion in Gesundheits- und Sozialwissenschaften, Theologie, Diakonie, Pädagogik und Management anbietet. VID hat rund 50 Studiengänge.
VID ist eine Tochtergesellschaft der Stiftung Diakonhjemmet, einer unabhängigen und gemeinnützigen diakonischen Einrichtung innerhalb der Norwegischen Kirche. VID wurde 2016 durch eine Fusion der Diakonhjemmet Høgskole mit mehreren kleineren Hochschulen gegründet, deren Geschichte bis ins Jahr 1843 zurückreicht. Der Studienstandort Diakonhjemmet, der Hauptsitz und größte Studienstandort von VID, befindet sich auf Frøen in Oslo neben dem Schwesterunternehmen Diakonhjemmet Sykehus (Krankenhaus), das ebenfalls im Besitz von Diakonhjemmet ist. VID hatte 2022 rund 6000 Studenten und 600 Mitarbeiter. VID ist neben BI und MF eine von drei privaten Spezialuniversitäten in Norwegen.